# Висконти, Аннибале
Аннибале Висконти (итал. Annibale Visconti, нем. Hannibal von Visconti; 1 ноября 1660, Милан — 6 мая 1747, Милан), маркиз ди Боргоратто и ди Бриньяно — генерал-фельдмаршал Священной Римской империи.

## Биография
Миланский патриций. Принадлежал к семейству Висконти ди Саличето, одной из линий рода Висконти. Младший сын Альфонсо Висконти, консиньора ди Бриньяно и ди Пагаццано, и Фульвии Терезы Арнольфи.
Офицер испанской службы, в 1695 году участвовал в осаде Казале.
После смерти короля Карла II поступил на императорскую службу и 27 декабря 1700 года был произведен в генерал-фельдвахтмейстеры. Во время Войны за испанское наследство в кампанию 1702 года в Италии командовал австрийскими отрядами в боях при Санта-Виттории и Крестелло. Атакованный превосходящими силами французов отряд Висконти оказал упорное сопротивление, под ним была убита лошадь, сам он был ранен и вынужден отступить. В том же году сражался в битве при Луццаре и овладел Финале-ди-Моденой. В 1703 году выступил из Мантуанской области на соединение с войсками герцога Савойского Виктора Амадея II и провёл рейд по тылам противника. Генерал-фельдмаршал-лейтенант  с 1 мая 1704 года. В 1705 году захватил в плен испанского генерала Форальба; в следующем году участвовал в осаде Турина. Генерал кавалерии с 24 апреля 1706 года. В 1707 году внес значительный вклад в успех сражения при Кальчинато. В 1708 году стоял со своими войсками в Ферраре, в 1709 году в Пьемонте и Савойе.
С 1700 года был шефом кирасирского полка, над которым до него шефствовал Пикколомини, затем Монтекукколи, и который в 1734 году был почти полностью уничтожен в битве при Битонто. Затем Висконти стал членом Гофкригсрата, 23 ноября 1711 года был назначен императором Карлом VI тайным советником, а в 1713 году генеральным управляющим всеми крепостями в районе Милана. В 1716 году Висконти стал грандом Испании 1-го класса, генерал-фельдмаршалом (3 мая 1716 года) и, как таковой, президентом Тайного совета в Ломбардии.
В мае 1727 года был назначен губернатором и кастеляном королевского дворца и Миланского замка, а также командующим городской гражданской гвардией. Во время Войны за польское наследство в конце 1733 года замок был осажден французами, и после сорока четырёх дней обороны 30 декабря Висконти сдал его на почетную капитуляцию.
После восстановления в Ломбардии австрийской власти он вернулся на свои должности губернатора и кастеляна в декабре 1736 года и был утвержден в 1740 году Марией Терезией.
В 1725 году, после смерти своего старшего брата Пирро унаследовал титул маркиза Боргоратто, а в 1742 году умер его двоюродный брат Галеаццо Висконти ди Бриньяно, не оставивший наследников, и Аннибале стал восьмым маркизом ди Бриньяно.

## Семья
Жена (7 января 1711 года): маркиза Клаудия ди Эрба-Одескальки (15.11.1681 — 26.02.1747), дочь Антонио Марии Эрбы, маркиза ди Мондонико, и Терезы Туркони, вдова маркиза Помпео Литта, маркиза Гамболо
Дети:
- Альберто Антонио (26.10.1711—1778), маркиз ди Боргоратто, член миланского совета шестидесяти. Жена: Артония Элеонора Гольдони Видони Аймо (1716—1769), дочь маркиза Джованни Пьетро Гольдони Видони Аймо и графини Паолы Сфондрати
- Альфонсо (ум. 22.08.1739), миланский патриций
- Антонио Эудженио (17.06.1713—4.03.1788), кардинал
- Фульвия (9.06.1715—1777). Муж (1733): Антон Джорджо Клеричи[итал.], маркиз ди Кавенаги